# Tenuipalpus danxianensis
Tenuipalpus danxianensis är en spindeldjursart som beskrevs av Yin, Cui och Lin 1995. Tenuipalpus danxianensis ingår i släktet Tenuipalpus och familjen Tenuipalpidae. Inga underarter finns listade i Catalogue of Life.